# 神子畑交流館
鉱石の道神子畑交流館（こうせきのみちみこばたこうりゅうかん）（通称：神選（しんせん））は、兵庫県朝来市佐嚢（さのう）神子畑選鉱場跡にある朝来市の公共施設。

## 概要
神子畑選鉱場跡地への来訪者の増加に対応して、休憩場所の提供や観光振興の促進、地域の活性化などを図るとともに、同跡地等の産業遺産によって構成する鉱石の道に関する情報発信を目的として、2020年6月29日に朝来市鉱石の道神子畑交流館「神選」として開館した。施設は当初、高齢者福祉施設として建設されたが利用者が少なく、災害時の避難所として活用されていた。その後、先述の目的で、朝来市鉱石の道神子畑交流館改修整備事業として、施設が改修整備された。

### 年表
- 2001年（平成13年）3月 - 高齢者福祉施設「神子畑いろりハウス」として建設[3]
- 2005年（平成17年）4月1日 - 朝来市神子畑いろりハウス条例の設置[4]
- 2019年（令和元年）6月26日 - 朝来市神子畑いろりハウス条例を廃止する条例制定について、第8回定例会で議案第42号の原案を可決[5]
- 2019年（令和元年）9月30日 - 朝来市鉱石の道神子畑交流館条例の制定[6]
- 2020年(令和2年）4月6日 - 明延鉱山と神子畑選鉱場のつながりを説明するジオラマ（縮尺500分の1）が完成、道の駅「フレッシュあさご」で展示。その後、神子畑交流館に移設[7]
- 2020年(令和2年）6月29日 - 朝来市鉱石の道 - 神子畑交流館「神選」が開館[8][9]

### 施設概要
名称：朝来市鉱石の道神子畑交流館
- 189平方メートル
- ミュージアムショップ - ポストカード、Tシャツ、オリジナルグッズなどの販売
- 多目的ルーム
- 休憩室A、B、C
- 展示（ジオラマ、映写機、神輿）[11]
- 男女別トイレ、多目的トイレ
- Free Wi-Fiが利用可能

### 観光ガイド
神子畑選鉱場跡を中心に約1時間30分のガイド
- 対象人員：20 - 30人
- 料金：有料
- 要予約

神選 駐車場から
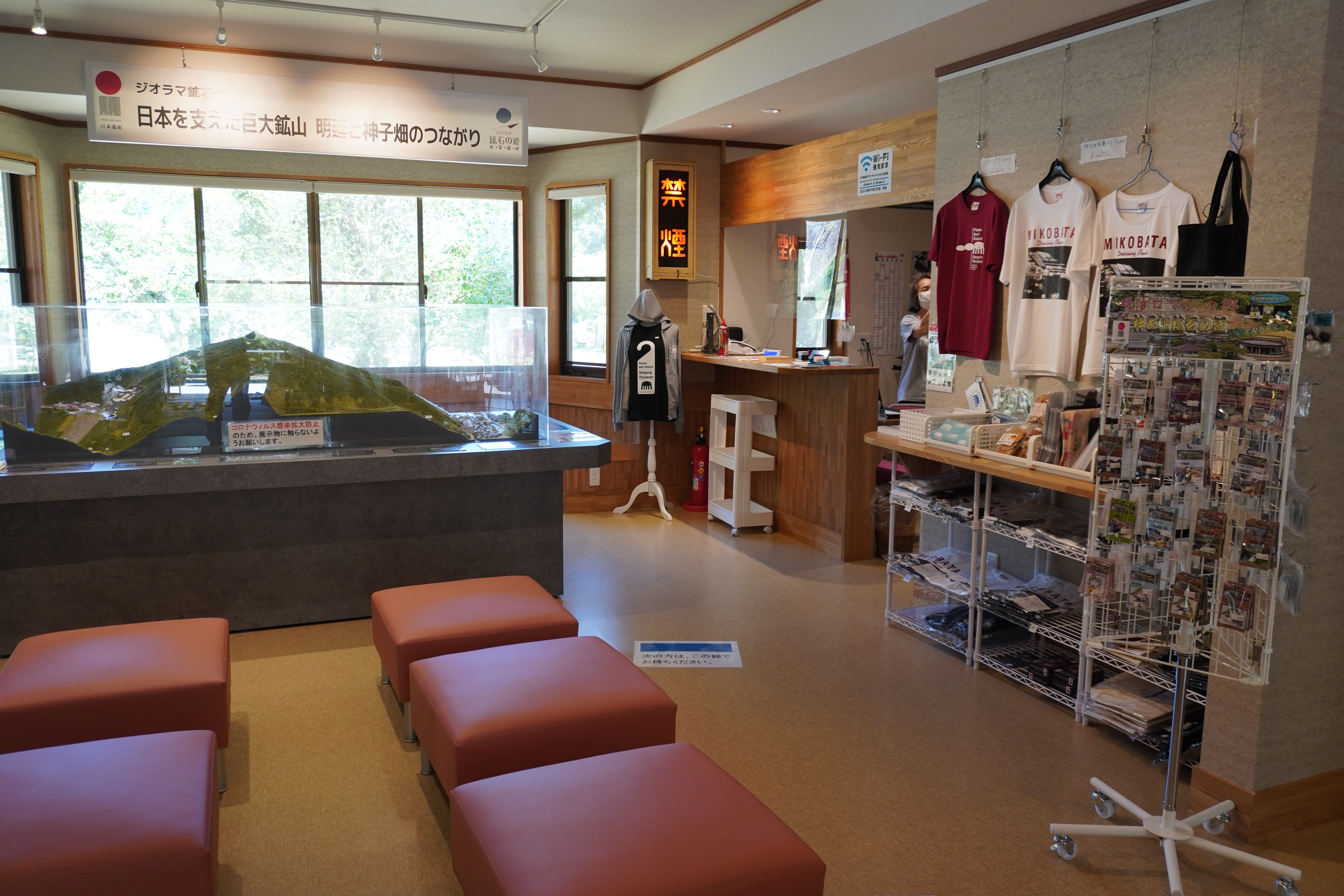
神選 室内
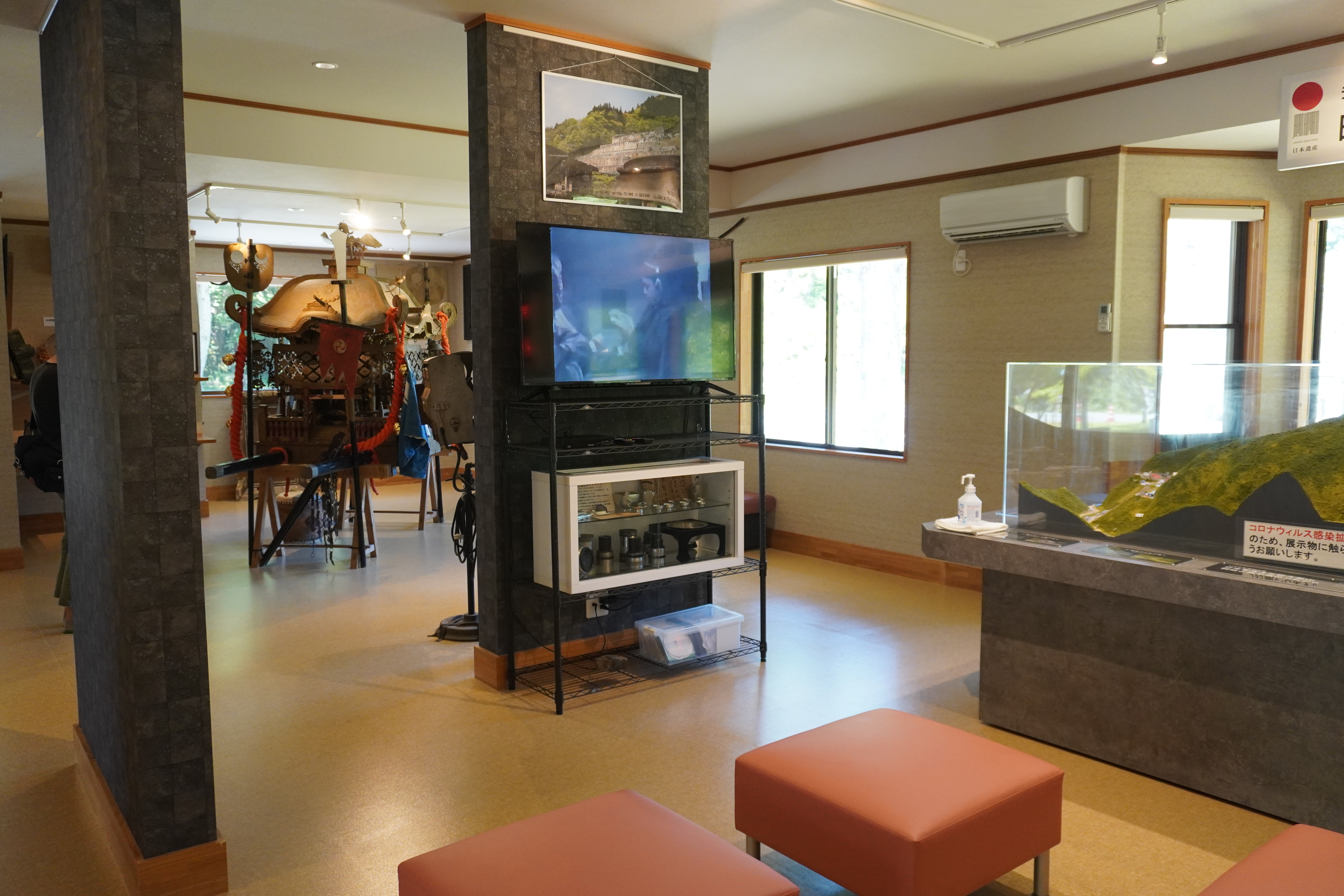
神選 室内
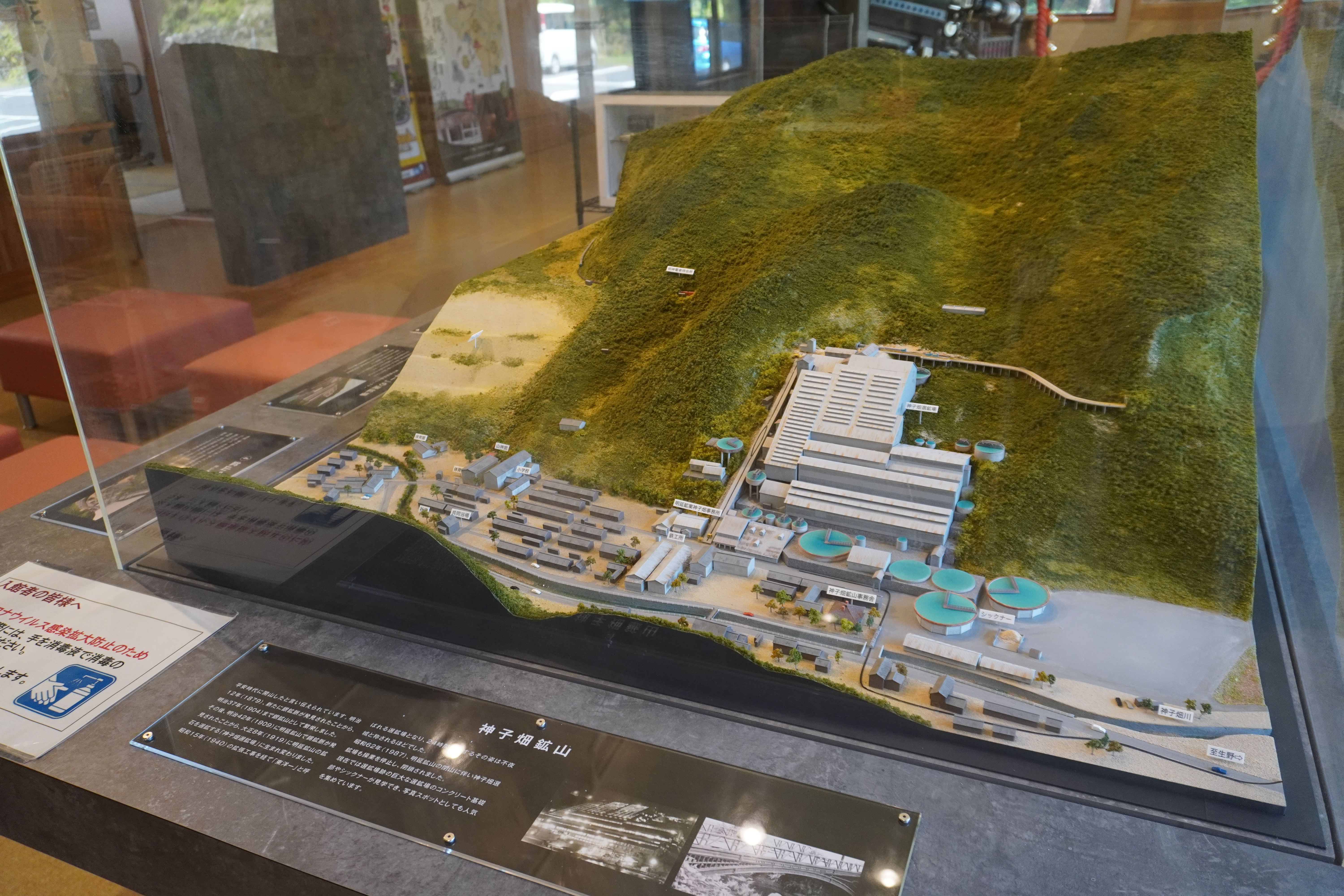
神選 ジオラマ
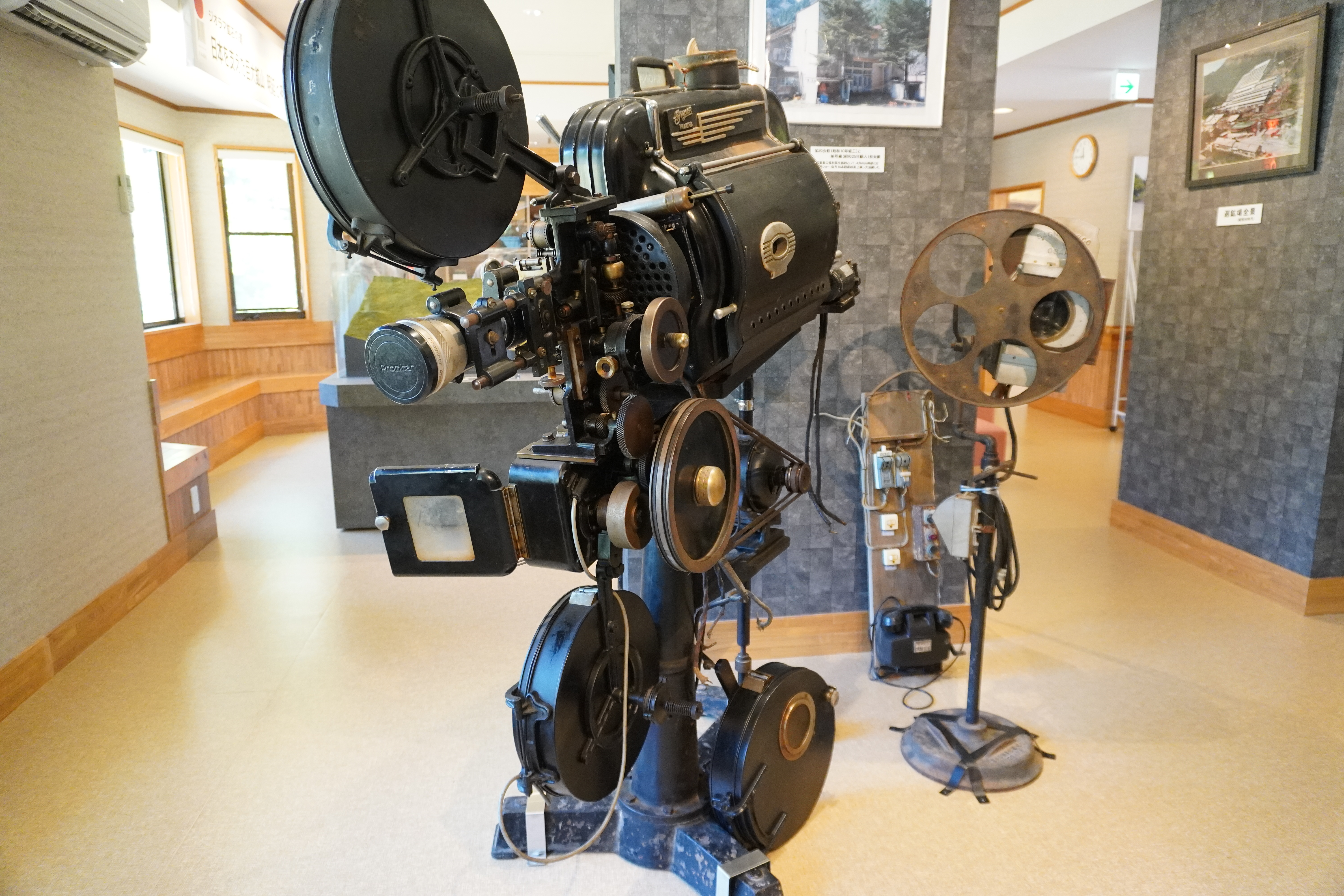
神選 映写機
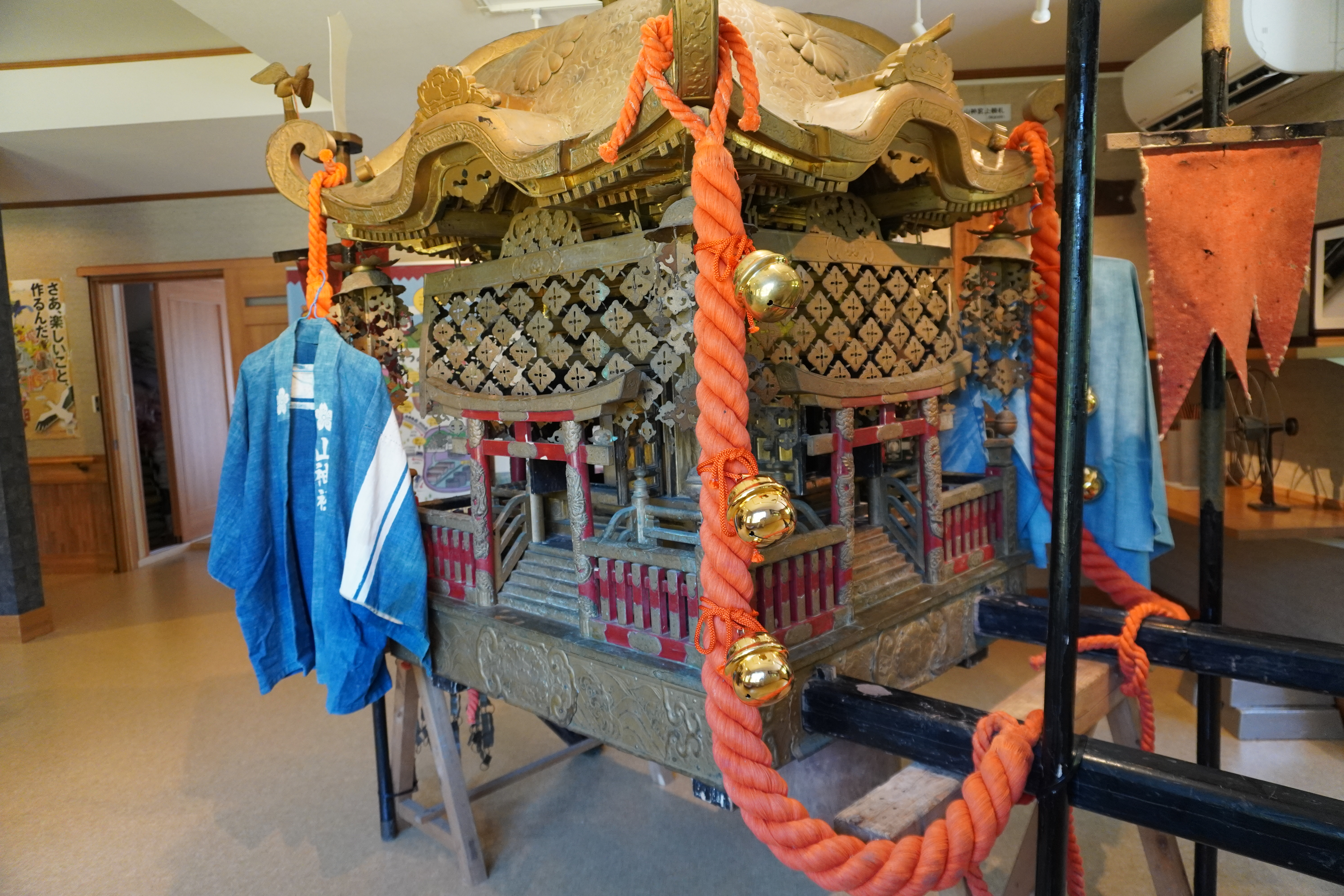
神選 神輿
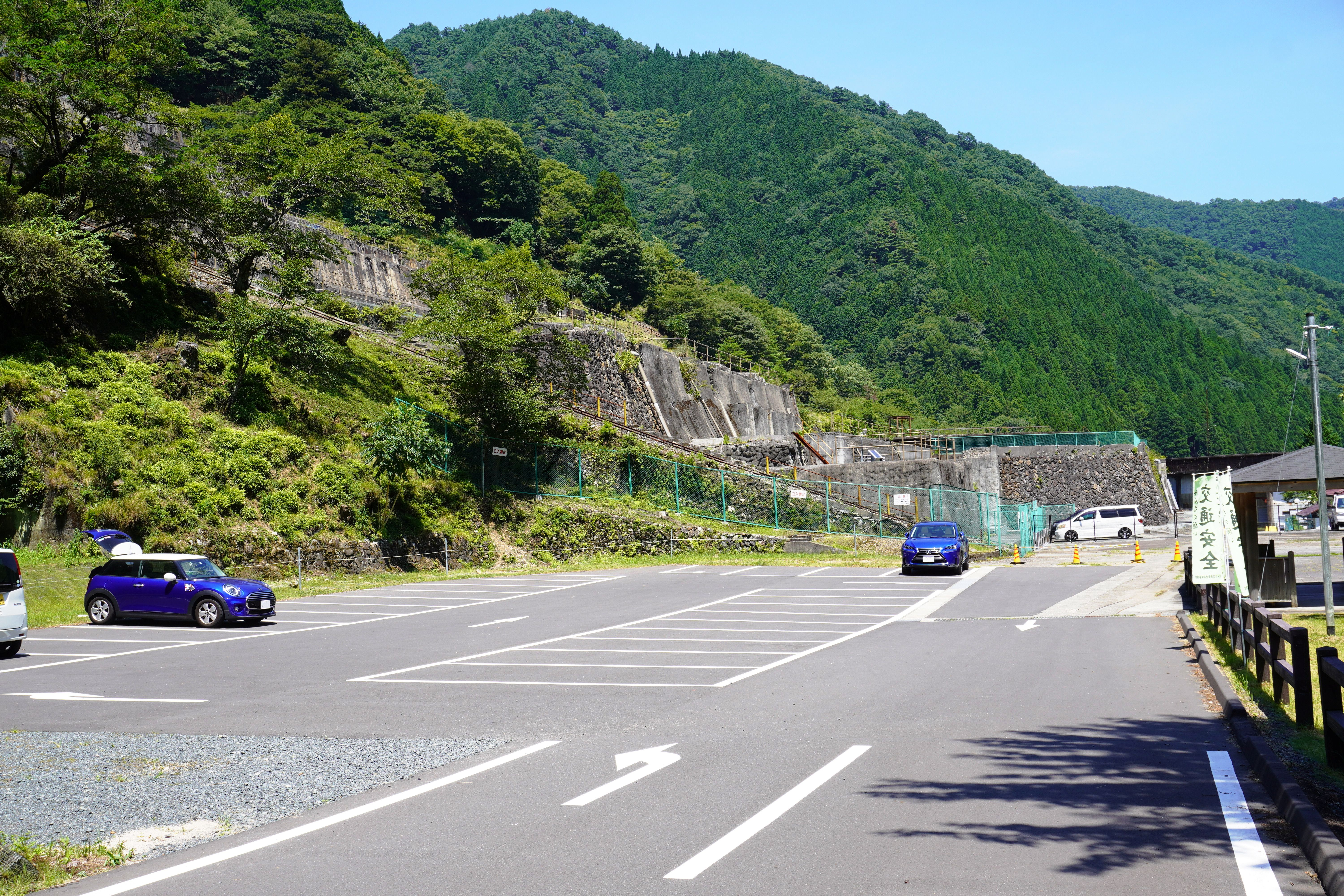
神選 - 駐車場
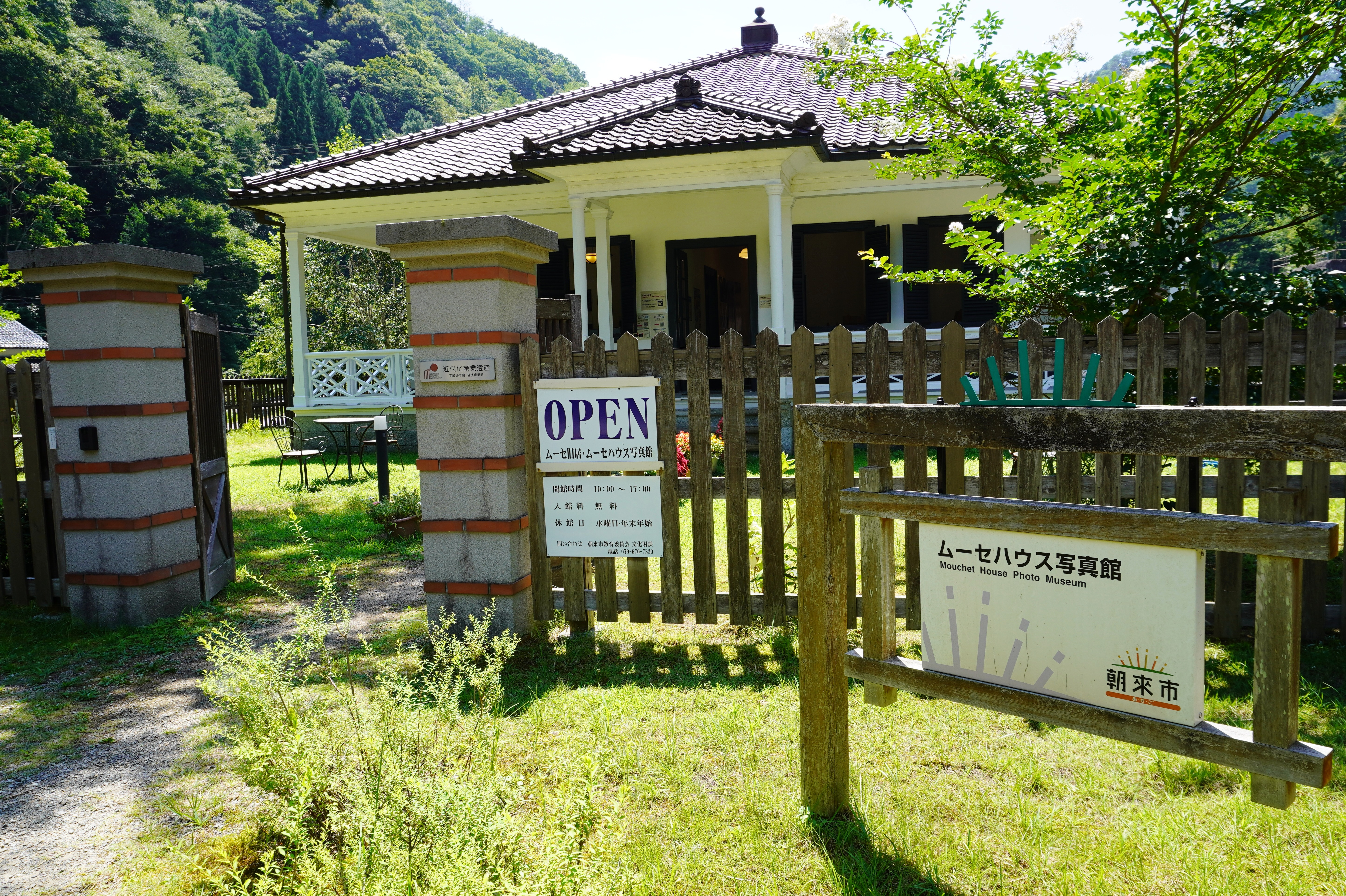
ムーセ旧居の正面
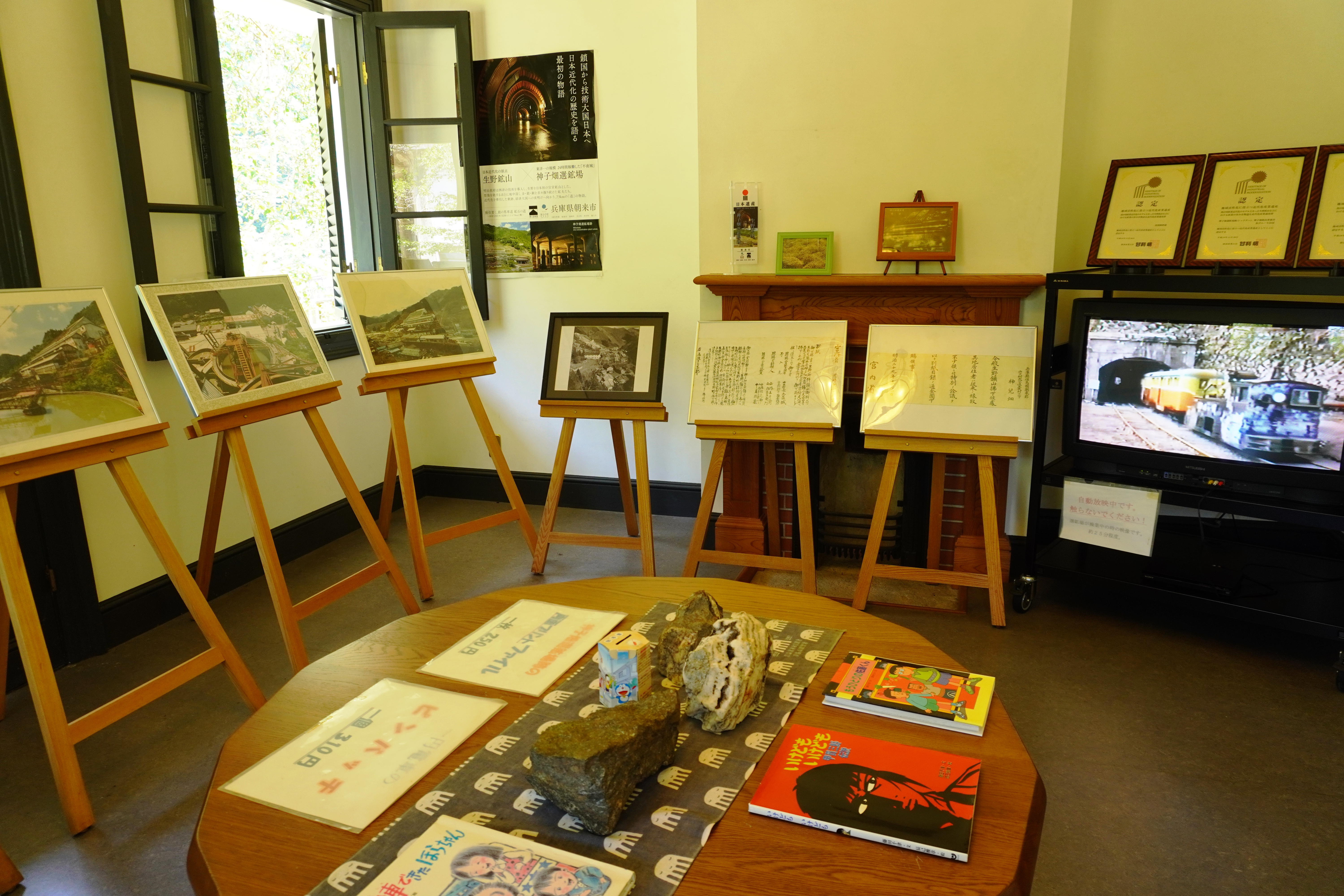
ムーセ旧居の室内
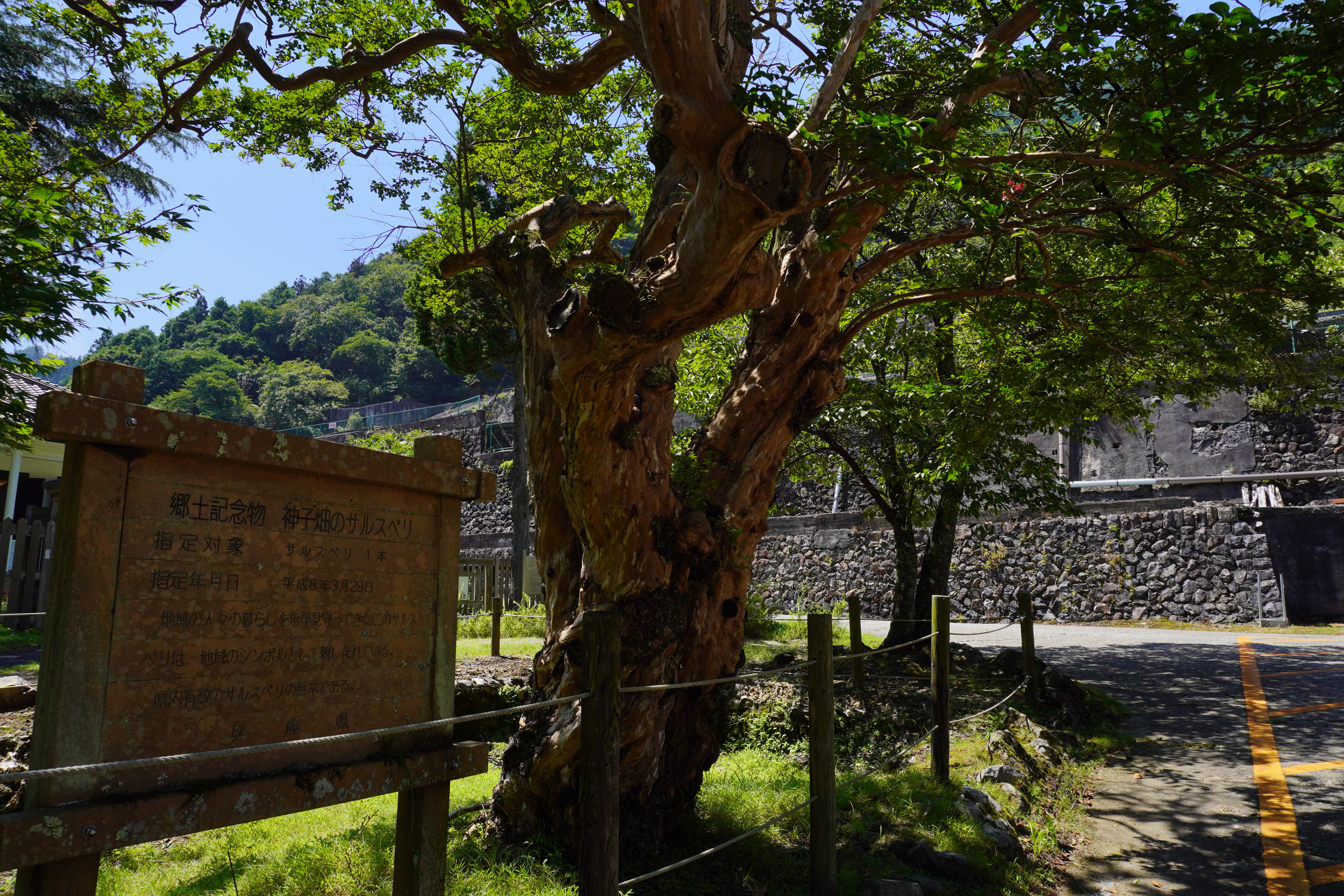
ムーセ旧居前のサルスベリ

## 交通アクセス
- 公共交通機関

JR播但線・新井駅から全但バス「神子畑」行き終点で下車
- 自動車

播但連絡道路・朝来ICより国道429号で西に約15分